# Golpe de 18 de Frutidor

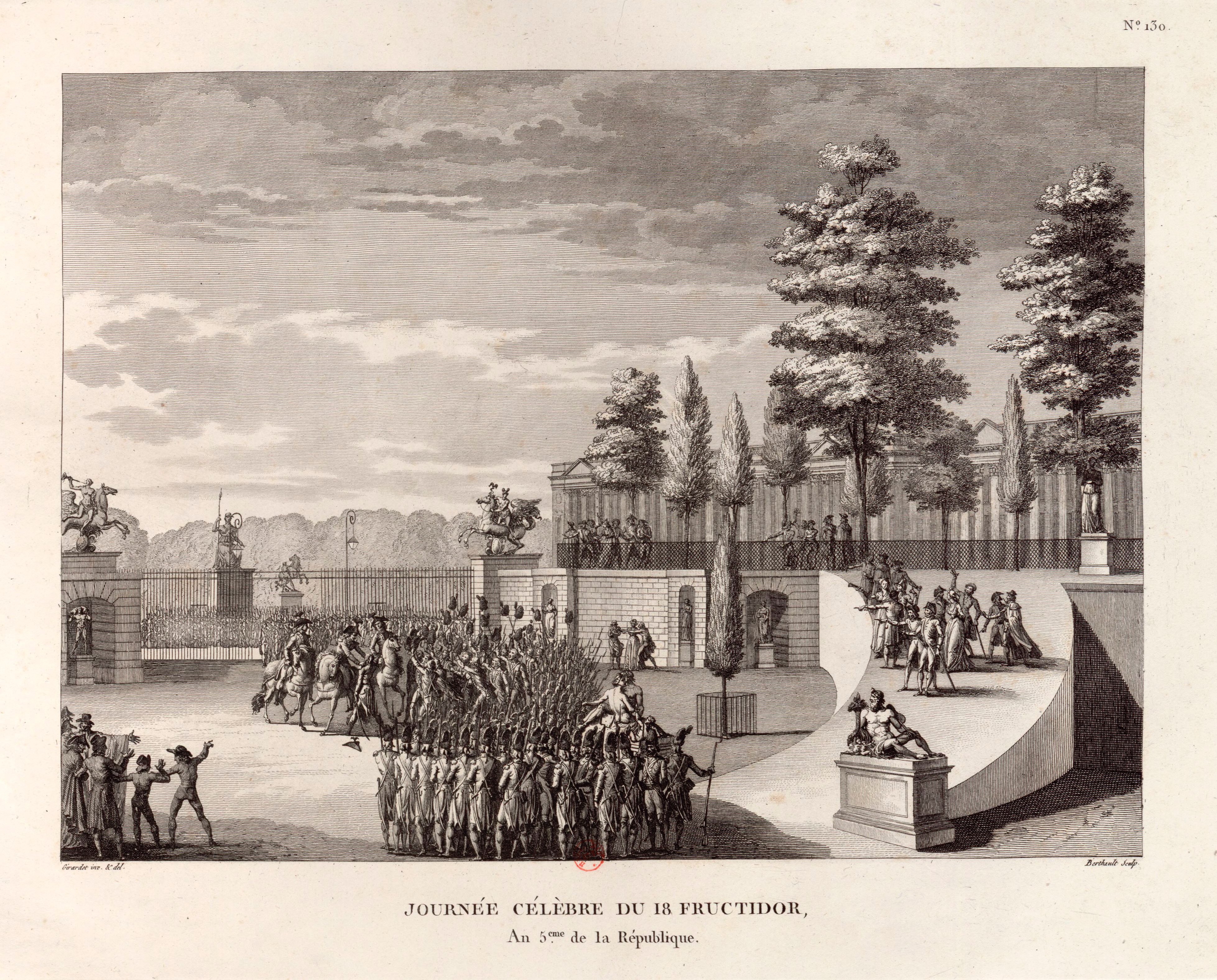
Tropas atacam o Palácio das Tulherias, efetivando o Golpe de 18 de Frutidor (1797).

O Golpe de 18 de Frutidor do Ano V (de acordo com o Calendário Republicano Francês) foi um golpe de Estado ocorrido na Primeira República Francesa em 4 de setembro de 1797, em que membros do Diretório, com o apoio de militares franceses e de deputados de esquerda, expulsaram os monarquistas eleitos naquele ano para o Legislativo.

## Contexto
O golpe foi provocado pelos resultados das eleições realizadas meses antes, que haviam dado a maioria dos assentos nos conselhos dos Quinhentos e dos Anciões aos candidatos monarquistas, ameaçando a restauração da monarquia e o retorno ao Antigo Regime.

## Golpe
Três dos cinco membros do Diretório, Paul Barras, Jean-François Reubell e Louis-Marie de La Révellière-Lépeaux, com o apoio de militares, deputados jacobinos e do ministro das Relações Exteriores, Charles Maurice de Talleyrand-Périgord, anularam os resultados eleitorais e expulsaram os monarquistas da legislatura. O então Diretor François Barthélemy, antigo nobre e próximo dos monarquistas, também foi expulso de seu cargo, sendo preso e exilado em seguida.

## Consequências
O golpe enfraqueceu os monarquistas franceses e neutralizou temporariamente a possibilidade de uma restauração monárquica na França. Por outro lado, o movimento também enfraqueceu o Diretório, diminuindo a credibilidade do regime e da Constituição de 1795, além de fortalecer a esquerda, o que levaria, posteriormente, ao Golpe de 22 de Floreal (1798).